# مایک مک‌فارلن
مایک مک‌فارلن (انگلیسی: Mike McFarlane؛ زادهٔ ۲ مهٔ ۱۹۶۰) ورزشکار دو و میدانی اهل بریتانیا است.